# Bharitalasuchus tapani
Bharitalasuchus tapani — викопний вид архозавроподібних плазунів вимерлої родини Erythrosuchidae. Описаний у 2021 році.

## Скам'янілості
Фрагментарні рештки щелеп та посткраніального скелета знайдено у 1960-х роках у відкладеннях формації Єрапаллі в Індії. Вони зберігалися неописаними в Індійському статистичному інституті у Калькуті до 2021 року.

## Назва
Назва роду Bharitalasuchus складається зі словосполучення мовою телугу «Бхарі Тала» — «велика голова», та грецького слова «зухус» — «крокодил». Видова назва tapani вшановує індійського палеонтолога Тапана Роя Чоудхурі.

## Опис
За оцінками, це була відносно велика хижа тварина, завдовжки до 2,3 м.